# Festa de Sant Nicolau

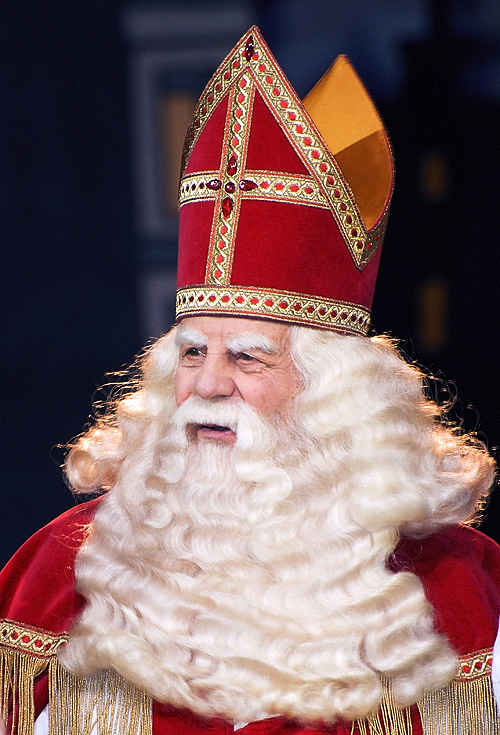
Sant Nicolau

La festa de Sant Nicolau, que té lloc el dia 5 o 6 de desembre, és una celebració de tradició cristiana dedicada als infants, en què aquests reben presents o llaminadures tal com es fa al dia de reis a casa nostra. És una tradició molt present als Països Baixos (i Flandes), al Luxemburg i a Alsàcia i la Lorena, però també se celebra a altres regions del Nord de França i a la resta de Bèlgica, així com a Alemanya, Àustria, Suïssa, a diversos països balcànics (Croàcia, Sèrbia, Eslovàquia) i d'Europa central (Hongria, Polònia, República Txeca, Lituània, Romania, Bulgària, Ucraïna).
La festa es basa en la llegenda de Nicolau de Mira, i el Santa Claus nord-americà així com el Pare Nadal britànic són igualment derivacions d'aquesta llegenda. De fet, 'Santa Claus' prové de 'Sinterklaas', en neerlandès.
Les festivitats i costums entorn d'aquesta festa difereixen segons les regions:

## Sinterklaasals Països Baixos
Sinterklaas o Sant Nicolau és la figura central d'una festa per infants que se celebra cada 5 i 6 de desembre a Flandes i als Països Baixos. La nit del 5 de desembre, Sinterklaas duu presents a tots els nens que han fet bondat. Tot i això, Sinterklaas arriba a moltes ciutats abans d'aquesta data. Es diu que ve d'Espanya, a bord d'un vaixell de vapor, i és ajudat pel Zwarte Piet (Pere Negre), que duu vestits moros (tot plegat el feu ser vist com a quelcom racista durant els 60 i 70, però sembla que ara la preocupació per la correcció política ja no l'afecta tant). Es diu que porta xocolata i mandarines per als nens. La festa també duu associades un reguitzell de cançons i dolços exclusius.